# Laimutis Alechnavičius
Laimutis Alechnavičius (* 1966 in Upninkai, Rajongemeinde Jonava) ist ein litauischer Jurist, Richter im Obersten Verwaltungsgericht Litauens.

## Leben
Nach dem Abschluss 1981 der Achtjährigen Schule Upninkai und dem Abitur 1984 an der 4. Mittelschule Jonava  absolvierte er 1989 das Studium der Rechtswissenschaften an der Universität Vilnius. Von 1992 bis 1999 arbeitete er als Ermittler und Staatsanwalt an der Generalstaatsanwaltschaft Litauens. 1999, von 2000 bis 2007 war er Richter im Bezirksverwaltungsgericht Vilnius. Seit 2007 ist Richter von Lietuvos vyriausiasis administracinis teismas.

## Quelle
1. ↑  Lebenslauf
2. ↑  Laimutis Alechnavičius (Memento des Originals vom 22. Juni 2010 im Internet Archive)  Info: Der Archivlink wurde automatisch eingesetzt und noch nicht geprüft. Bitte prüfe Original- und Archivlink gemäß Anleitung und entferne dann diesen Hinweis. (NTA)

| Personendaten    | Personendaten               |
| ---------------- | --------------------------- |
| NAME             | Alechnavičius, Laimutis     |
| KURZBESCHREIBUNG | litauischer Jurist, Richter |
| GEBURTSDATUM     | 1966                        |
| GEBURTSORT       | Upninkai                    |